# Ernst-Abbe-Sportfeld
L'Ernst-Abbe-Sportfeld (dal 2023 anche noto come Ad Hoc Arena per motivi di sponsorizzazione) è uno stadio situato nella città tedesca di Jena. Inaugurato il 24 agosto 1924 dopo due anni di lavori, dal 1939 è intitolato al fisico e imprenditore Ernst Abbe. La struttura è di proprietà della città di Jena (che l'ha acquisita nel 1991 dalla Fondazione Carl Zeiss) ed ospita le gare interne delle squadre di calcio del Carl Zeiss Jena e della sua sezione femminile, nonché competizioni di atletica leggera, inoltre, fino alla sua dissoluzione, della scomparsa squadra di calcio femminile del FF USV Jena.

## Storia e descrizione

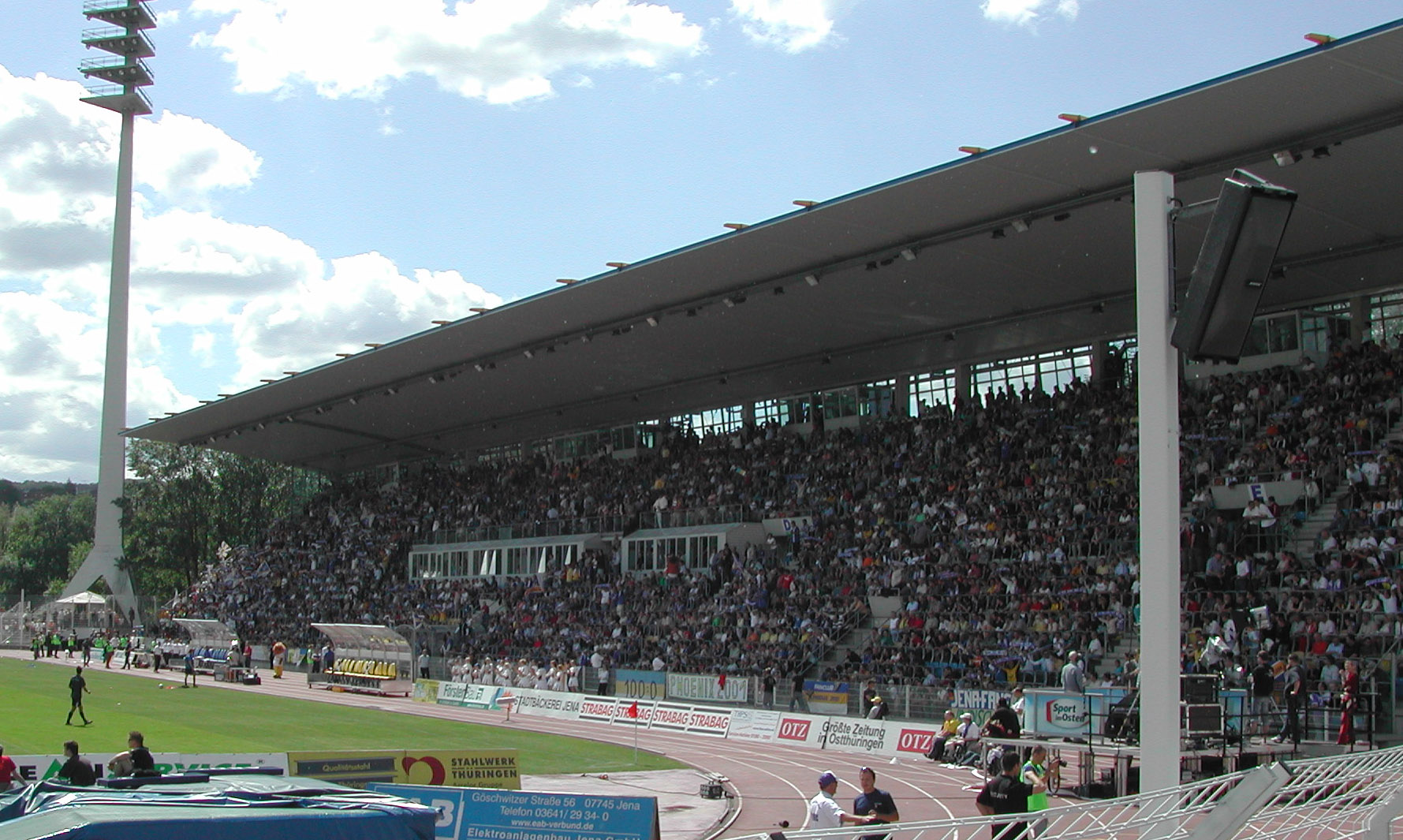
La tribuna principale nel 2005.

Lo stadio fa parte del complesso polisportivo Sportzentrum Oberaue, situato nel quartiere Paradies di Jena, a sud del centro della città, sulla riva del fiume Saale.
Tra le caratteristiche peculiari della struttura vi erano le quattro monumentali torri faro angolari (localmente note con il soprannome di Giraffen - giraffe), costruite nel 1974 e ristrutturate nel 1995. 
Dal 1978 l'impianto dispone di un tabellone elettronico (che fu il primo in assoluto installato in uno stadio della DDR). L'impianto fu colpito da un fulmine e messo fuori uso nella primavera del 2005, per poi essere sostituito nell'estate del 2006 con un apparecchio di seconda mano usato precedentemente a Norimberga. Nell'estate 2007, in ottemperanza alle direttive federali, lo stadio fu dotato di un sistema di riscaldamento del terreno di gioco e di un impianto di videosorveglianza.
Il 14 aprile 1994 e nel 2013 lo stadio fu completamente inondato a seguito dello straripamento del fiume Saale. L'allagamento del 2013 in particolare danneggiò le fondamenta delle quattro torri faro, rendendole pericolanti, sicché il 10 luglio 2013 l'amministrazione municipale di Jena ne ordinò l'abbattimento, che fu eseguito il 19 luglio seguente. I pezzi delle torri faro vennero poi messi all'asta tra il 5 settembre e il 12 ottobre seguenti e il ricavato venne devoluto alle associazioni sportive della città. A seguito di questo rovescio, per cinque anni lo stadio rimase praticamente privo di impianto di illuminazione, potendo così ospitare solo eventi diurni: laddove fosse stato inderogabile giocare gare nottetempo, si dovette far ricorso a complessi di fari mobili; l'impasse fu dovuto all'indisponibilità dell'amministrazione comunale di sborsare più di 800.000 euro per la posa di nuovi fari. Solo nel febbraio 2018 (a seguito del ritorno del Carl Zeiss in 3. Liga e previo accordo per una spesa pubblica di 950.000 euro) lo stadio venne ri-dotato di illuminazione, con la posa di quattro piloni recanti un totale di 80 gruppi LED capaci di sviluppare fino a 800 lux.
La pista di atletica, costruita ed omologata secondo i regolamenti IAAF, è stata da ultimo rinnovata nel 2010.

### Ristrutturazione
A partire dal 2007 le autorità cittadine e i club sportivi locali iniziarono a discutere riguardo l'opportunità di ristrutturare o trasferire lo stadio, giudicato ormai obsoleto e non più adeguato agli standard normativi del calcio tedesco. Tuttavia non si riuscì mai a raggiungere un accordo per una soluzione concreta fino al 23 settembre 2015, allorché il consiglio comunale di Jena approvò una mozione presentata dal sindaco in carica, Albrecht Schröter, deliberando la conversione dello stadio ad uso esclusivamente calcistico, con l'eliminazione della pista di atletica leggera e la ricostruzione degli spalti (aumentandone la capienza a circa 15 000 posti). L'inizio dei lavori (da finanziarsi con capitale misto pubblico e privato) era fissato per la stagione sportiva 2019-2020. La mozione prevedeva altresì la realizzazione di un nuovo campo di atletica leggera nel territorio cittadino.
Nel 2019 il consiglio comunale approvò la proposta progettuale presentata da un consorzio guidato dall'imprenditore Roland Duchatelet, patron del Carl Zeiss Jena, e finanziato in partenariato pubblico-privato: su un budget di circa 49 milioni di euro, 11 milioni furono erogati dal Land della Turingi e 4 milioni dall'amministrazione cittadina; un'ulteriore quota fu reperita accordando al club un sussidio annuo (spalmato su 25 anni) pari a 1,71 milioni di euro, dimezzabile qualora il club non riuscisse a raggiungere la 3. Liga. I lavori di ricostruzione sono infine partiti nell'autunno del 2020: la pista di atletica è stata rimossa, le due curve e il rettilineo scoperto (destinato a diventare la nuova tribuna maggiore) sono stati progressivamente demoliti e ricostruiti con struttura "dritta" in cemento armato, allineata ai bordi del terreno di gioco; tutti i settori vengono inoltre coperti. Alle spalle del nuovo rettilineo sorge un edificio destinato ad ospitare l'area commerciale del nuovo impianto. Non è invece oggetto di demolizione la vecchia tribuna centrale, che viene mantenuta più distante dal terreno di gioco e non direttamente raccordata al resto degli spalti per motivi di sicurezza idraulica (all'esterno scorre infatti la Saale e tale accorgimento permette un sicuro deflusso dell'acqua in caso di straripamenti, evitando che lo stadio faccia da "vasca"); su di essa si provvede a sostituire la copertura, così da uniformarla al resto dell'impianto. A ricostruzione ultimata, l'Ernst-Abbe-Sportfeld avrà una capienza di 15.100 spettatori, dei quali 9.200 in posti a sedere, disponendo peraltro di alcuni sky box per accogliere fino a 96 ospiti. Un ulteriore sviluppo del progetto permetterà, qualora ritenuto necessario, di portare la capienza a 17.000 posti.
Il 30 marzo 2023 i diritti di denominazione dell'impianto (il cui nome ufficiale resta comunque quello storico) sono stati ceduti alla società Ad Hoc, fornitrice di servizi nel campo dell'energia e dell'edilizia abitativa; al termine della ristrutturazione, l'intero quarto piano dell'edificio dietro il nuovo rettilineo sarà destinato ad accogliere uffici di detta società.

## Spalti e capienza

### Vecchio impianto
Nel 1997 fu abbattuta la vecchia tribuna in legno da 420 posti risalente al 1924, sostituita con una più moderna e capiente gradinata coperta in cemento armato, capace di 4 020 posti a sedere, tutti dotati di seggiolino. Il progetto complessivo prevedeva di portare la capacità degli spalti a 15 000 posti, previa edificazione di un'ulteriore tribuna contrapposta a quella principale; nella stagione 2007/08 venne effettivamente messa in opera una gradinata mobile, costruita in tubi d'acciaio e posizionata a bordocampo, al di sopra della pista di atletica. Tale struttura venne poi smantellata a maggio 2009, con conseguente riduzione della capacità complessiva dello stadio a 12 630 posti, che furono poi ampliati a 12 990.
Gli spalti dello stadio pre-ristrutturazione erano pertanto così suddivisi:
- Tribuna centrale coperta (Haupttribüne): 4020 posti con seggiolino
- Gradinata laterale (Gegengerade): 2530 posti con seggiolino
- Curva sud (Südkurve, riservata ai gruppi di tifo organizzato locali): 4830 posti
- Curva nord (Nordkurve, riservata ai supporters ospiti): 1620 posti

Nell'ottobre 2015, in occasione della partita del Carl Zeiss Jena contro lo Stoccarda (valida per il secondo turno di Coppa di Germania), gli spalti vennero nuovamente ampliati tramite l'installazione di tribune mobili sulla gradinata laterale e la curva nord; si provvide inoltre ad installare un impianto di illuminazione temporaneo (essendo l'impianto sprovvisto di tale ausilio dal 2013).

#### Record di pubblico
L'afflusso di pubblico più elevato si registrò nel 1962, quando oltre 27 500 spettatori affollarono le tribune dell'impianto per la semifinale di Coppa delle Coppe Motor Jena-Atlético Madrid. 
In epoca successiva, il 27 gennaio 2009, 17 600 persone (grazie ad un temporaneo ampliamento degli spalti) seguirono l'ottavo di finale della DFB-Pokal 2008-2009 che vide il Carl Zeiss opposto allo Schalke 04. 
Il 28 ottobre 2015, in occasione della gara Carl Zeiss-Stoccarda (valida per il secondo turno di DFB-Pokal 2015-2016), le presenze sugli spalti (nuovamente ampliati con strutture posticce) toccarono le 18 000 unità. Un intervento analogo fu praticato l'anno successivo in occasione di una partita contro il Bayern Monaco.

## Atletica leggera
Il ceco Jan Železný stabilì proprio all'Ernst-Abbe-Sportfeld il record mondiale di lancio del giavellotto (98,48 m) il 25 maggio 1996.

## Incidenti
Il 9 novembre 1976, al termine di una partita tra il Carl Zeiss e il Kaiserslautern, il pubblico - oltre 16 000 persone - si accalcò verso le uscite; nel parapiglia un ragazzo di 19 anni venne travolto e ucciso dalla folla